# Hasseler Mühlenbach, Rappenhofsmühlenbach, Picksmühlenbach
Koordinaten: 51° 36′ 58″ N, 7° 2′ 22″ O
Das Naturschutzgebiet Hasseler Mühlenbach, Rappenhofsmühlenbach, Picksmühlenbach liegt auf dem Gebiet der kreisfreien Stadt Gelsenkirchen in Nordrhein-Westfalen.
Das aus vier Teilflächen bestehende Gebiet erstreckt sich nordwestlich der Kernstadt von Gelsenkirchen und westlich, südwestlich und südlich von Polsum zu beiden Seiten der A 52. Durch die westliche Teilfläche verläuft die Landesstraße L 798 und durch die östliche Teilfläche die L 608. Westlich und südlich des Gebietes verläuft die B 224.

## Bedeutung
Das etwa 93,8 ha große Gebiet wurde im Jahr 2015 unter der Schlüsselnummer GE-019 unter Naturschutz gestellt. Schutzziele sind
- Erhalt und Optimierung von abgeschiedenen, kaum durch Freizeitaktivitäten gestörten Regenrückhaltebecken sowie eines renaturierten Bachabschnittes, mit umgebenden Ufergehölzen, Gebüschen, Pionierwäldern, Gehölz- und Grünlandstreifen, als Refugial- und Trittsteinbiotop für teilweise gefährdete Vogelarten der Still- und Fließgewässer sowie für Gebüschbrüter,
- Erhaltung und Optimierung eines strukturreichen Wald-Grünlandkomplexes mit teilweise naturnahen Laubwäldern, beweideten Grünlandflächen, zwei derzeit nicht naturnahen Bachläufen, einem naturnahen Kleingewässer sowie dem intakten Gräftensystem von Haus Lüttinghof als Lebensraum für zahlreiche Tier- und Pflanzenarten im Übergang vom Ballungsraum zur Münsterländischen Parklandschaft,
- Erhaltung und Wiederherstellung von Feuchtgrünländern und Röhrichten und
- Erhaltung und Optimierung eines durch Bergsenkung entstandenen bzw. beeinflussten Biotopkomplexes im Übergangsbereich des Ballungsraumes zum Münsterland, mit einem großen, die Talaue einnehmenden Senkungsgewässer, kleineren Stillgewässern, angrenzenden Brachflächen, Gebüschen, Erlen- und Weiden-Gehölzsukzession, Röhrichtbeständen, Großseggenriedern und Feuchtgrünland, u. a. als Lebensraum für Wasservögel, Röhrichtbrüter, Amphibien und Libellen und als Quartier für Überwinterer und Nahrungsgäste.[3]